# Beerkoeskoes
De beerkoeskoes (Ailurops ursinus) is een buideldier uit de familie van de Phalangeridae (koeskoezen). De soortnaam ursinus is afgeleid van het Latijnse woord ursus "beer".

## Kenmerken
Het is de grootste koeskoes op de gevlekte koeskoezen (Spilocuscus) na. Daarvan verschilt hij in de ronde pupillen, lange ledematen, zwarte kleur (vaak met geelgepunte vacht). Hij heeft een stompe, bijna naakte bek. De ronde pupil suggereert dat de beerkoeskoes, als enige van de Phalangeridae, overdag actief is.

## Verspreiding en leefgebied
Deze soort komt voor op Sulawesi en enkele omliggende eilanden. Op Sulawesi komt hij het meeste voor op zo'n 400 m hoogte.
De soort van de Talaudeilanden, de Talaudbeerkoeskoes (Ailurops melanotis), die wat kleiner is, werd tot 2003 tot dezelfde soort gerekend. Ailurops furvus, een grote beerkoeskoes uit de bergen van Sulawesi, werd tot 2015 tot dezelfde soort gerekend.

## Ondersoorten
De beerkoeskoes heeft de volgende ondersoorten:
- Ailurops ursinus ursinus (Temminck, 1824) – komt voor in de laaglanden van Sulawesi en op de nabijgelegen eilanden Lembeh, Muna en Buton.
- Ailurops ursinus flavissimus (Feiler, 1977) – komt voor op het eiland Peleng.
- Ailurops ursinus togianus (Tate, 1945) – komt voor op de Togian-eilanden.